# SPRING TOUR'92
『SPRING TOUR'92』は、少年隊のコンサートビデオ、DVD。VHSは1992年7月10日発売。また、DVDは「少年隊 35th Anniversary Best」(完全発注限定盤)2020年12月12日に発売。発売元はワーナー・パイオニア。

## 概要
1992年4月12日に行われたコンサートの模様を収録した。

## 収録曲
1. OPENING
2. メドレー
  1. 仮面舞踏会
  2. 踊り子
  3. 仮面舞踏会
  4. STRIPE BLUE
  5. ZERO
  6. バラードのように眠れ
  7. What's your name?
3. メドレー
  1. ふたり
  2. 君だけに
4. メドレー
  1. じれったいね
  2. Hippy hippy shake
  3. Oh pretty woman
  4. 裸の王様
  5. Mony,mony
  6. I can't help myself
5. SWINGING LIPS - 錦織一清
6. まいったネ 今夜 -東山紀之
7. いいかげん - 植草克秀
8. メドレー
  1. ミッドナイト・ロンリー・ビーチサイド・バンド
  2. HEAVEN
  3. FUNKY FLUSHIN'
9. メドレー
  1. サクセス・ストリート
  2. Baby Baby Baby
  3. 1998〜星の彼方へ〜
10. ダンス・ダンス・ダンス
11. Morning Train
12. グッバイ・カウント・ダウン